# Rita Brentsell
Rita Brentsell (v izvirniku angleško Rita Skeeter) je izmišljen lik iz serije fantazijskih romanov o Harryju Potterju britanske pisateljice J. K. Rowling.
Je poročevalka čarovniškega časopisa Preroške novice. Je mag; lahko se spremeni v obada in ravno zato lahko pride do informacij, do katerih sicer ne bi mogla.
Harryjevo življenje zelo zagreni v njegovem četrtem letniku, ko piše bolj ali manj neresnične zgodbe o njem, njegovem ljubezenskem življenju (med drugim veliko piše o njegovem domnevnem razmerju s Hermiono) in o glavobolih, ki ga mučijo.